# 電車学園モハモハ組
『電車学園モハモハ組』（でんしゃがくえんモハモハぐみ）は、恵知仁による漫画作品。

## 概要
月刊ドラゴンエイジで2006年12月号より連載を開始した鉄道擬人化漫画。当初は2007年2月号までの連載を予定していたが、好評につき同年4月号まで連載が延長された。さらに2007年11月号でも臨時掲載された。
商業作品としては史上初の鉄道擬人化漫画である。
ヒロインの秋田こまちとその仲間達（鉄道擬人化キャラクター）が過ごす学校生活を描く。その中に鉄道ネタが多く使われている。
1話完結型。2007年11月号に掲載された最新作は1回分の掲載で1話のみ。ただし以前の掲載作品では数話ほどの短編（最短は1話=1ページ）に分かれているものもある。
漫画で唯一東日本旅客鉄道株式会社から商品化の許諾（ロイヤリティー）を取得している。

## 登場人物
秋田こまち（あきた こまち）
秋田新幹線E3系「こまち」の擬人化。モハモハ組生徒。本作品のヒロイン。読書が趣味で図書委員も務めている。そのかたわらでエリーゼ成田の古典の補習の手助けもしている。当初敬語で喋っていた。

2007年8月に銚子電気鉄道からリリースされたDVD「銚子電鉄を知っていますか?」に出演し、銚子電気鉄道の所属機関車「デキ3」の擬人化キャラクタとともに進行役を務めている。
エリーゼ成田（エリーゼ なりた）（本名：成田空子・なりた くうこ）
JR東日本253系電車「成田エクスプレス」の擬人化。こまちの同級生。ヨーロッパ、特にフランス好き。そのせいか古典が苦手で、放課後には古典の補習（＝レポート作成）をやらされる事がよくある。サングラスをかけている。クールで素直じゃない。
2007年10月にNHKの衛星放送で放送された「熱中時間・鉄分補給スペシャル2」で作者が出演した時に、エリーゼ成田を主人公にして制作された簡易的なアニメが披露され、平山あやが声を演じた。なお、同番組での作者の説明によると、本名があるにもかかわらず外国風の名前を名乗っているのは、原案の列車が国際空港との連絡手段なので国際感覚を強調したという事と、普通車の座席がフランス製である事から。
館山さざなみ（たてやま さざなみ）
JR東日本255系電車（房総ビューエクスプレス・「さざなみ」など）の擬人化。こまちの同級生。とても明るくてしっかりした性格で、エリーゼ成田とは幼なじみ。
陸奥はやて（むつ はやて）
東北新幹線E2系1000番台「はやて」の擬人化。電車学園の生徒会長。頭脳明晰であらゆる活動も迅速に行なっている。こまちとは幼なじみで、それを誇りに思っている。
ファステック
東北新幹線E954形高速試験車ファステック360Sの擬人化。運動神経に優れ、空気抵抗を利用する可変式の耳を持ち、早く走ることを研究するクールなキャラだが、実はウサギの形に切ったリンゴや猫など可愛い耳を持つ物が大好きな上、自分の耳もお気に入り。さざなみから呼び捨てにされているあたり、生徒であると思われる。
勝田教子（かつた きょうこ）
事業用485系0番台（ボンネット型先頭車）訓練車の擬人化。電車学園の女教師。基本的に真面目で堅物で融通の利かない性格だが意外と気まぐれな一面がある。
大井くもる（おおい くもる）
クモル145形配給電車の擬人化。電車学園の購買部に勤務する職員。電車学園では生徒の出身地の特産品を置くという学校の方針のため、購買部では青森のリンゴやマグロ、岩手のアワビやウニなども売っている。由来は所属する工場（大井工場）と形式名を組み合わせたもの。
東月光（ひがしづき ひかる）
国鉄583系電車の擬人化。電車学園(夜間クラス)の教師。
星北カシオペア（ほしきた カシオペア）
JR東日本E26系客車カシオペアの擬人化。夜間クラス生徒。
北斗星碧海（ほくとせい あおみ）
24系客車北斗星の擬人化。夜間クラス生徒。
東あい（ひがし あい）
JR東日本のEast iの擬人化。2007年11月号に掲載された作品に登場。「アイ・サーチ」という特技で線路や車両の支障を見抜き、保線車両隊に改善の指示を出す。